# Revista Ràpita
La revista Ràpita va nàixer el juliol de 1959, coincidint amb les festes majors de la Ràpita. Va sorgir gràcies l'empenta cultural. Lluís Millan Roca i José Maria Tomàs Prats, volien crear un moviment cultural, un impuls dels joves, ja que la Ràpita era un poble jove, nascut el 1791.
El primer número va ser imprès per Gràfiques Castellà. Aquesta va imprimir aquesta revista des del seu inici fins al gener de 1960. Després, a partir d'aquest mes fins al desembre de 1965, la Revista Ràpita va ser impresa per la impremta de Vinaròs, Gràficas Fernández. Des del gener de 1966 fins a l'actualitat (2012), la Revista ha estat impresa per la Impremta Dassoy de la Ràpita.

## Origen
El 1909 es va publicar una altra revista anomenada la Ràpita fundada per Lluís de Montsià i que va durar dos anys, de 1909 al 1911. Hi havia ganes per part d'uns quants personatges cèlebres del municipi, Inocence Dassoy, Tomàs Castellà i Mossèn Josep Maria, però no es consolidava el projecte tot i el seu esforç. Dassoy va fer una editar-la i va anar als ajuntaments des de l'Ampolla fins a Peníscola (Peníscola, Vinaròs, Benicarló, Les Cases d'Alcanar, la Ràpita, Amposta, l'Ampolla) i el 1958 es crea aquesta primera revista titulada Costa Daurada.
El 1958 es feren diverses reunions per a crear la revista Ràpita. Tot i això, no se solien fer reunions formals, al començament, allí on es trobaven ho parlaven. Tomàs i Millan van fer una carta circular per a crear una massa de subscriptors. Això va ser al juliol de 1958, però la revista no sortia. Més endavant van decidir el nom. En un primer moment s'anomena Alfaques, però com aquest nom feia publicitat a un lleixiu, es va canviar pel de Sant Carles de la Ràpita i que destaqués la Ràpita. I d'aquesta manera va sorgir la revista.
Com a tots arreu, hi havia sectors que criticaven la revista. Les revistes dels municipis veïns amb característiques semblants tenien una vida molt curta. I la revisa va ser constantment qüestionada. Millan va anar a Tarragona a parlar amb Back, ministre d'informació i cultura i els va donar el permís per a publicar-la. Es comunica a l'alcalde i neix la revista. Al primer número tenia poques pàgines. Hi havia l'editorial feta per l'alcalde i 15 pàgines més.
Quan morí Franco, durant el període de la Transició, es van anul·lar totes les revistes dependents del poder polític. Llavors va sortir un altre òrgan (Consejo Local del Movimiento). Però la revista Ràpita es va continuar publicant tot i que moltes revistes es van anul·lar.

## Contingut
És una revista d'informació local. El seu principal objectiu és reflectir els esdeveniments succeïts durant el mes del qual es publica. S'informa, s'opina i s'analitzen diferents temes d'interès local.
Revista mensual, pel seu format i per la seua aparença interna és com una mena de diari local. Comparteixen uns trets comuns:
- Les seccions. Molt semblants a les del periòdic. Es presenten notícies i existeix un espai on les persones poden donar la seua opinió, es dona informació destinada al lector...
- El públic. Va dirigit al públic en general, sense estar destinada a cap mena de franja d'edat.
- Estil. Clar i concís amb un contingut molt variat. Temàtica molt variada.

Pel que fa als consells de redacció han anat variant al llarg dels anys, igual que els col·laboradors. El primer director era l'alcalde i el director oficial havia de ser una periodista professional.
La revista Ràpita reflecteix un poble que té vida. Hi hagué moltes coses que no s'haurien publicat, però si no hagués estat la revista, no estaria documentat allò que hem viscut o que algú ho va viure. Durant els primers anys de la revista, apareix el nom de l'alcalde en aquell moment, i després com a director delegat una altra persona. Això es deu al fet que s'havia de signar amb el nom de l'alcalde, però realment el director de la revista era el que apareixia al lloc de director delegat.
La revista del mes de juliol sempre té més acollida entre els rapitencs i els forans. Aquest és el fet perquè coincideix amb el mes de festes del poble. A la revista es poden veure diferents apartats especials per aquestes festes. Dos aspectes són importants per a la revista Ràpita de festes de Sant Jaume. Primerament, els cartells de festes, s'elabora un concurs i el guanyador rep diners i se li publica el dibuix. En segon lloc les editorials, una manera de veure com s'enfoquen les festes tenint en compte els diferents directors i alcaldes.

## Seccions
A partir de l'abril de 1993 comença a aparèixer en les primeres pàgines l'índex amb el resum de les seccions. El seu format ha anat variant.
Les seccions han patit una evolució important. Van aparèixer els apartats Esports, Tema del mes, Actualitat i Marineria, que sempre s'han mantingut i altres que s'han incorporat més tard, com Editoral, Col·laboracions o La veu del lector. Moltes altres seccions, en ser fetes per col·laboracions no remunerades, abandonen la dedicació per diversos motius.
Un dels altres canvis que podem observar són els títols. Algunes seccions han anat variant el seu nom, de dues formes diferents, al llarg del temps. Per exemple Marineria s'ha anomenat també Temes de la Mar. Un altre exemple seria el de Fotos d'Ahir i Imatges per al Record.
La revista també s'ha adaptat a les necessitats i voluntats del territori amb la incorporació de seccions puntuals que fan referència a les festes del poble, transvasament, eleccions....

## Col·laboradors
El 1990 només hi havia 4 col·laboradors, però aquesta xifra ha augmentat. actualment la revista compta amb 14 col·laboradors. La majoria de col·laboradors han estat de pas a la revista, altres en canvi, s'han mantingut fidels i han escrit des dels seus inicis. Alguns d'ells són Lluís Millan, José Maria Tomàs, Paco Carles, Montse García i Francisco Castellà.

## Directors
La revista Ràpita ha tingut 17 directors. El 1959, Tomàs Castellà i Huguet, conjuntament amb José Roca García, van estar al seu front. Després el senyor Josep Torné i Balagué, conegut com a “Don Pepe”, la va dirigir 15 anys i 8 mesos. Altres directors fins a l'any 1990, van ser Darío Vidal Llisterri, Victòria Pomerol Ferré i Paco Carles Guàrdia. A partir del gener de 1990 fins al juliol del 1991, Josep Pere Geira i Balagué. Des d'aquell mes d'agost del 1991 fins al març del 1992, el senyor Miquel Alonso Herrera, actual alcalde. Al desembre del 1995, Marian Canício i Querol va ser anomenada directora, on va desenvolupar aquesta tasca durant 5 anys.
Miquel Reverté i Aguilà va ser l'encarregat de a revista des del setembre del 1999 fins al maig del 2000. A partir del mes següent fins al setembre d'aquell mateix any 2000, Joan Martí Masdeu va ser nomenat director en funcions. Pep Carcellé Freixas, va estar al capdavant de la revista durant tres anys, del mes d'octubre de l'any 2000 fins al juny del 2003. Llavors, durant un curt període, juliol del 2003 fins a octubre, Josep Pitarch López. A partir del novembre de 2003 fins al desembre del 2004, 
Flavia Company va encarregar-se de la revista. Finalment, Pau Lleixà, va posar-se al front de la revista des del gener de 2005 fins a l'actualitat.